# Alla Corte De Lo Governatore
Alla Corte De Lo Governatore è il primo album di C.U.B.A. Cabbal pubblicato nel 2001 per la Virgin Music Italy srl.
L'album vide la collaborazione accreditata del cugino rapper Lou X dove, oltre alla partecipazione diretta nel brando Essi Ridono, realizzò le basi dei brani: Monomondo, Rotta Solare, I cavalieri della Musica Rotonda.
Stampato in origine sul solo supporto CD, venne nel 2015 ristampato in tiratura limitata di 500 esemplari in vinile, attraverso una campagna di crowdfunding su internet.

## Tracce
1. Intro Ed Estro – 2:18
2. Caramelle Da Uno Conosciuto – 3:09
3. Monomondo – 4:11
4. Alla Corte De Lo Governatore – 5:42
5. Rotta Solare – 2:17
6. Dall'Alba Al Travocco (feat. Eko) – 3:33
7. Gira La Pentola – 4:56
8. Chiave Di Svolta – 2:12
9. I Cavalieri Della Musica Rotonda – 3:42
10. La Sintesi – 5:35
11. Essi Ridono (feat. Lou X) – 3:20
12. Il Piatto Piange – 4:20
13. Notti Senza Buio – 4:12
14. Tranceumanza – 7:30